# Mitja Viler
Mitja Viler, slovenski nogometaš, * 1. september 1986, Koper.
Viler je nekdanji slovenski profesionalni nogometaš, ki je igral na položaju branilca. Leta 2017 je odigral dve tekmi za slovensko reprezentanco. Celotno svojo kariero je igral v prvi slovenski ligi za kluba Koper in Maribor, le za nekaj tekem je bil v začetku kariere posojen v Izolo in Jadran Dekani. Skupno je v prvi slovenski ligi odigral 411 tekem in dosegel 12 golov. Sedemkrat je osvojil naslov slovenskega državnega prvaka z Mariborom in enkrat s Koprom, trikrat je osvojil slovenski pokal z Mariborom in dvakrat s Koprom, z Mariborom trikrat tudi SuperPokal.